# Ceratozamia sancheziae
Ceratozamia sancheziae — вид саговникоподібних з родини замієвих (Zamiaceae). Місцем проживання цього виду є Мексика (Чьяпас).